# Boukoumbé
Boukoumbé ist eine Stadt, eine Kommune sowie ein Arrondissement in Benin. Sie liegt im Département Atakora. Die am Fuß des Togo-Atakora-Gebirges liegende Stadt Boukoumbé hatte bei der Volkszählung im Mai 2013 eine Bevölkerung von 22.386 Einwohnern, davon 11.123 männlich und 11.263 weiblich. Die gleichnamige Kommune hatte zum selben Zeitpunkt 82.450 Einwohner, davon waren 40.479 männlich und 41.971 weiblich.
Die sechs weiteren Arrondissements der Kommune Boukoumbé sind Dipoli, Korontière, Kossoucoingou, Manta, Natta und Tabota.

## Wissenswertes
Die Fernstraße RN7 führt durch die Stadt Boukoumbé. In südsüdwestlicher Richtung ist nach wenigen Kilometern die Staatsgrenze nach Togo erreicht. In östlicher Richtung führt sie erst nach Kossoucoingou und später nach Natitingou, die Hauptstadt des Departments Atakora.

## Persönlichkeiten
- Pascal N’Koué (* 1959), Erzbischof